# Ветрино
Ве́трино (болг. Ветрино) — село у Варненській області Болгарії. 
Адміністративний центр громади Ветрино.

## Населення
За даними перепису населення 2011 року у селі проживали 1062 особи.
Національний склад населення села:
| Національність   | Кількість осіб | Відсоток |
| ---------------- | -------------- | -------- |
| болгари          | 878            | 97,7%    |
| турки            | 12             | 1,3%     |
| цигани           | 4              | 0,4%     |
| Всього відповіли | 899            |          |

Розподіл населення за віком у 2011 році:
Динаміка населення: